# Маківка (Мелітопольський район)
Макі́вка — село в Україні, у Нововасилівській селищній громаді Мелітопольського району Запорізької області. Населення складає 361 осіб (2001).

## Географія
Село Маківка розташоване за 144 км від обласного центру та 70 км від районного центру, на берегах річки Юшанли, вище за течією на відстані 2 км розташоване село Калинівка Бердянського району, нижче за течією за 6 км розташоване село Ударник Пологівського району. 

## Історія
Село засноване 1921 року. З 1935 року село перебувало у складі Приазовського району. До 2020 року орган місцевого самоврядування — Маківська сільська рада.
12 червня 2020 року, в ході децентралізації, Маківська сільська рада об'єднана з Нововасилівською селищною громадою.
17 липня 2020 року, в результаті адміністративно-територіальної реформи та ліквідації Приазовського району, село увійшло до складу Мелітопольського району.

## Економіка
- «Маківка», ТОВ.

## Об'єкт соціальної сфери
- Клуб.